# Sydney Cozens
Sydney „Syd“ Turner Cozens (* 17. Dezember 1908 in Manchester; † 5. Februar 1985 in New Brunswick, Kanada) war ein englischer Bahnradsportler.
Syd Cozens war Mitglied des renommierten „Manchester Wheelers‘ Club“. Von 1929 bis 1931 gewann er dreimal in Folge den Sprint-Klassiker Grand Prix de Paris der Amateure. Bei den Bahn-Weltmeisterschaften 1929 und 1930 belegte er jeweils den zweiten Platz im Sprint der Amateure. 1928 nahm Syd Cozens, ein blonder Brillenträger, an den Olympischen Spielen in Amsterdam und startete im Sprint, konnte sich aber nicht platzieren.
1931 wurde Cozens Profi, sah sich aber in der Sprint-Disziplin mit den starken Fahrern Jef Scherens, Louis Gérardin und Albert Richter konfrontiert. Also beschloss er, Sechstagerennen zu fahren. Er startete bei 15 Austragungen und konnte 1934 in London mit Piet van Kempen einmal gewinnen.
Später wurde Cozens Sportlicher Leiter des BSA-Radsportteams, dann des Hercules-Teams. 1955 war er Manager des ersten britischen Teams, das bei einer Tour de France mitfuhr. Das Team war allerdings von inneren Streitigkeiten geprägt und mit den Anstrengungen des Rennens überfordert. Einer der Fahrer charakterisierte Cozens später als „Banditen“. Von dem britischen Team kamen nur zwei Fahrer in Paris an. Tony Hoar (69. und damit Letzter des Klassements, der andere war Brian Robinson als 29.) charakterisierte Cozens so: „Syd sprach fließend französisch, aber das war auch schon so ziemlich das einzig Gute an ihm, [...] er hatte keinen Schimmer von Straßenrennen.“